# Interleukin

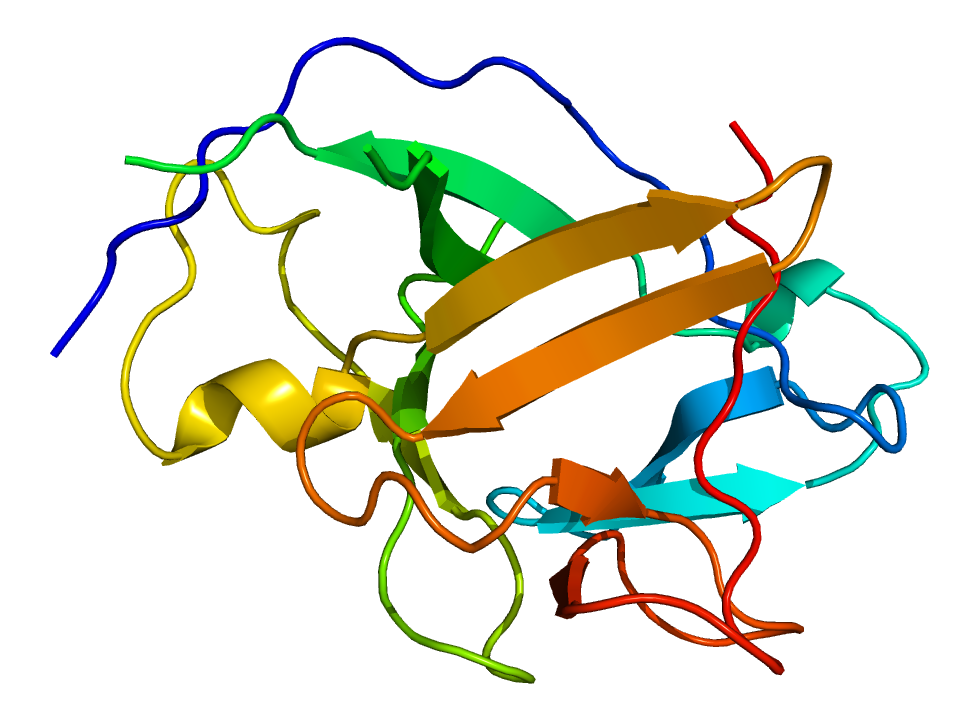
Az IL-1a szerkezete

Az interleukinok a fehérvérsejtek és a szervezet más sejtjei által előállított rövid proteinek, szignálmolekulák, amelyek a citokinek egyik csoportját alkotják. Többségüket helper T-limfociták, monociták, makrofágok és endoteliális sejtek szintetizálják. Az interleukinek elősegítik a T- és B-limfociták, valamint a vérképző sejtek fejlődését és differenciálódását. Megfelelő működésük alapvető az immunrendszer számára, hiányuk általában autoimmun vagy immunhiányos betegségekhez vezet. Az emberi genomban több mint 50 interleukin és hasonló fehérje génje található meg.

## Elnevezésük
Az "interleukin" kifejezést 1979-ben vezették be a Svájcban megrendezett Második Nemzetközi Limfokin Konferencián, hogy egységesítsék a különböző kutatócsoportokban az interleukin-1-re (limfocita aktiváló faktor, mitogén protein, T-sejt helyettesítő faktor III, B-sejt aktiváló faktor, B-sejt differenciációs faktor, heidikin) és interleukin-2-re (TSF, stb.) alkalmazott elnevezéseket.
A szó összetevői a latin eredetű inter (jelentése "között", "közti") és a leukin, amely arra utal, hogy a molekulák többséget leukociták (fehérvérsejtek) termelik és azok is a célpontjaik (bár azóta kiderült, hogy más sejttípusok is bocsátanak ki interleukinokat). Az interleukinok alcsoportja a limfokinek, amelyeket limfociták állítanak elő és az immunválaszt szabályozzák.

## Fontosabb képviselőik

### Interleukin-1
Az interleukin-1 alfa és interleukin-1 béta (IL-1α és IL-1β) olyan citokinek, amelyek az immunválaszt, a gyulladási folyamatot és vérképzést szabályozzák. Emberből és egérből egyaránt kétféle IL-1 receptort (I és II típusú) sikerült klónozni; mindkettőnek három sejten kívüli immunglobulin-szerű doménja van, de szekvenciájuk csak 28%-ban egyezik. A receptorok a sejtmembránba ágyazott és szabadon úszó (szolubilis) formában egyaránt előfordulnak: feltételezik, hogy a szolubilis forma a transzmembrán alak transzláció utáni módosításának maradéka.
Mindkét IL-1 receptor szekvenciája konzervatív, az evolúció során keveset változott és ugyanazon a kromoszómahelyen (ember esetében a 2. kromoszóma q12 régiójában) találhatók. Mindkét receptor képes kötni az IL-1 mindhárom formáját (IL-1α, IL-1β és IL-1 receptor antagonista).
Interleukin-1-nek a központi idegrendszer működésében is szerepe lehet, legalábbis azoknál az egereknél, amelyekből hiányzik az IL-1 receptor génje romlott a hippokampuszhoz kapcsolódó memória. Ez a hatás visszafordítható, ha a receptorgént tartalmazó prekurzor idegsejtet juttatnak az egér hippokampuszába és hagyják azokat asztrocitákká differenciálódni.

### Interleukin-2
Az interleukin-2-t lektinnel vagy antigénnel stimulált T-limfociták termelik és különféle élettani hatásokat indukál. Megindítja a receptorával rendelkező T-sejtek proliferációját, egyes B-sejtek esetében pedig növekedési faktorként, valamint az ellenanyagtermelés beindítójaként viselkedik. Szerkezete alapján hasonlít az IL-4-hez és a granulocita-makrofág kolóniastimuláló faktorhoz (GMCSF).

### Interleukin-3
Az IL-3 a hematopoiézist (a vérsejtek képződését) azon belül a granulociták és makrofágok differenciálódását ás működését szabályozza. A molekulát aktivált T-sejtek és hízósejtek állítják elő; aktiváláshoz a transzláció után egy N-terminális szignálszakasz levágása szükséges.
Az egészséges T-limfociták (valamint a T-sejtes limfómák sejtjei) csak antigénekkel, mitogénekkel vagy kémiailag történő aktiválás után szintetizálnak IL-3-at. A mielomonocitikus leukémia sejtjei folyamatosan választják ki a molekulát, feltételezések szerint ez az állapot okozza a leukémia kialakulását.

### Interleukin-4
Az IL-4-et a CD4+ T-sejtek bocsátják ki, amelyek a B-sejtek osztódását és differenciálódását segítik.

### Interleukin 5
Az IL-5 (vagy eozinofil differenciációs faktor, EDF) az eozinofil granulociták növekedését és aktivációját segíti, így fontos szerepet játszik azokban a betegségekben, ahol az eozinofilek száma emelkedett (pl. asztma).

### Interleukin-6
Az IL-6 (vagy B-sejt stimulációs faktor-2 és interferon béta-2) számos biológiai hatással rendelkezik. Alapvető szerepe van a B-sejtek végső differenciálódásban, hogy ellenanyagtermelő sejtekké váljanak; de fokozza a mielómák és plazmacitómák növekedését, az idegsejtek differenciálódását, hepatocitákban pedig az akut fázisú reagensek (gyulladásjelző markerek) termelését.
Proteinszekvenciája alapján több más citokin hasonlít az IL-6-ra; ide tartozik a granulocita kolóniastimuláló faktor (GCSF) és a mielomonocitikus növekedési faktor (MGF). Mindkettő egyes vérsejtek képződését irányítja. Ennek a citokincsaládnak a tagjai 170-180 aminosavból álló glikoproteinek, amelyekben négy cisztein két diszulfid kötéssel stabilizálja a szerkezetet. Alakjuk a többi interleukinhez hasonlóan kompakt, globuláris.

### Interleukin-7
Az IL-7 a B- és T-sejtek korai fejlődési szakaszának növekedési faktora.

### Interleukin-8
Az IL-8-at makrofágok, epiteliális és endoteliális sejtek, valamint a légjáratok simaizomsejtjei termelik Az endoteliális sejtek vezikulumokban, az ún. Weibel-Palade testekben tárolják az IL-8-at. Az ember genomjában az CXCL8 gén kódolja. A génről egy 99 aminosavból álló prekurzor peptid íródik át, amelyből ezután utólagos módosulások által különféle aktív izoform változatok jönnek létre. A makrofágok sejtkultúrában alapvetően egy 72 aminosavból álló változatot választanak ki.
Elsődleges feladata a veleszületett immunválasz szabályozása. Több receptora is van, legismertebbek a CXCR1 és a CXCR2 (az előbbi gyakoribb és hatékonyabb is).

### Interleukin-9
Az IL-9 a helper T-sejtek IL-2 és IL-4-független fejlődését segíti elő. Közeli szerkezeti rokonai az IL-2 és az IL-15.

### Interleukin-10
Az IL-10 más, gyulladást elősegítő citokinek termelését gátolja. Célpontjai közé tartozik az aktivált makrofágok és helper T-sejtek által szekretált interferon-gamma, az IL-2, az IL-3, a tumornekrózis-faktor α és a GMCSF. Szerkezetét tekintve egy 160 aminosavból álló peptid, melynek szerkezetét négy konzervatív helyen lévő cisztein és diszulfid kötéseik stabilizálják. Nagyon hasonlít az IL-10-hez az Epstein-Barr vírus BCRF1 proteinje és a ló herpeszvírus 2 E7 proteinje, amelyek szintén az antivirális immunválaszt indukáló interferon-gammát semlegesítik.

### Interleukin-11
Az IL-11 elősegíti a megakariociták fejlődését, amelyekből aztán vérlemezkék lesznek, aktiválja a csontot lebontó oszteoklasztokat és gátolja a nyálkahártyák epitéliumában a sejtek növekedését.

### Interleukin-12
Az IL-12 diszulfidkötésekkel összetartott heterodimer, vagyis egy 35 kilodaltonos alfa és egy 40 kilodaltonos béta alegységből tevődik össze. Feladata a Th1 sejtes immunválasz stimulációja, vagyis az olyan kórokozók elleni védekezés, mint a Leishmania, Toxoplasma, kanyaróvírus vagy HIV. Ezenkívül fokozza a természetes ölősejtek hatékonyságát; sajnos az autoimmun folyamatokban is (mint a sclerosis multiplex vagy autoimmun bélgyulladás). Utóbbi esetben az IL-12 gátlásával enyhíthetőek a tünetek. A rendellenes Th2 immunválasszal járó kórképekben viszont segíthet a rekombináns IL-12 beadása.

### Interleukin-13
Az IL-13 többféle hatással rendelkező citokin, amely az immunválasz és a gyulladás szabályozásában játszik szerepet. Gátolja a gyulladást elősegítő citokineket és az IL-2-vel együtt szabályozza az interferon-gamma szintézist. Szerkezete kissé hasonlít az IL-4-ére.

### Interleukin-15
Az IL-15-nek is több funkciója van: stimulálja a sejtes immunválaszt és a T-limfociták proliferációját.

### Interleukin-17
Az IL-17-et az aktivált memória T-sejtek bocsátják ki és a neutrofil granulociták stimulálásával gyulladást indukál. Számos autoimmun betegség lefolyásában is szerepet játszik (allergiák, asztma, pszoriázis, stb.) Egyes kutatások szerint a tumorok kialakulásában és az átültett szervek kilökődésében is részt vesz.

## Interleukinok az emberben
| Név             | Termelő                                                                                    | Célpont                                 | Célpont                                                                            | Funkció |
| Név             | Termelő                                                                                    | Receptor                                | Sejt                                                                               | Funkció |
| --------------- | ------------------------------------------------------------------------------------------ | --------------------------------------- | ---------------------------------------------------------------------------------- | --- |
| IL-1            | makrofágok, B-sejtek, monociták, dendritikus sejtek                                        | CD121a/IL1R1, CD121b/IL1R2              | Helper T-sejtek                                                                    | stimuláció |
| IL-1            | makrofágok, B-sejtek, monociták, dendritikus sejtek                                        | CD121a/IL1R1, CD121b/IL1R2              | B-sejtek                                                                           | érés és proliferáció |
| IL-1            | makrofágok, B-sejtek, monociták, dendritikus sejtek                                        | CD121a/IL1R1, CD121b/IL1R2              | Természetes ölősejtek                                                              | aktiváció |
| IL-1            | makrofágok, B-sejtek, monociták, dendritikus sejtek                                        | CD121a/IL1R1, CD121b/IL1R2              | makrofágok, endotélium, egyéb                                                      | gyulladás, kis mennyiségbewn akut fázisú reakciót, nagyban lázat okoz |
| IL-2            | Th1-sejtek                                                                                 | CD25/IL2RA, CD122/IL2RB, CD132/IL2RG    | aktivált T-sejtek és B-sejtek, természetes ölősejtek, makrofágok, oligodendrociták | stimulálja a T-sejtek fejlődését és differenciálódását. Immunterápiában alkalmazzák rákos vagy szervátültetés miatt szupresszált immunrendszerű betegeknél. HIV-pozitív betegek esetében a CD4+ T-sejtek számának növelésére használhatják. |
| IL-3            | aktivált T-sejtek, hízósejtek, természetes ölősejtek, endoteliális sejtek, eozinofilok     | IL3RA\|CD123/IL3RA, CSF2RB\|CD131/IL3RB | hematopoietikus őssejtek                                                           | a mieloid őssejtek differenciálódása és proliferációja pl. eritrocitává vagy granulocitává |
| IL-3            | aktivált T-sejtek, hízósejtek, természetes ölősejtek, endoteliális sejtek, eozinofilok     | IL3RA\|CD123/IL3RA, CSF2RB\|CD131/IL3RB | hízósejtek                                                                         | növekedés, hisztaminkibocsátás |
| IL-4            | Th2-sejtek, frissen aktivált naív CD4+ sejtek, memória CD4+ sejtek, hízósejtek, makrofágok | CD124/IL4R, CD132/IL2RG                 | aktivált B-sejtek                                                                  | proliferáció és differenciáció, IgG1 és IgE szintézis. Fontos szerepet játszik az allergiás immunválaszban (IgE) |
| IL-4            | Th2-sejtek, frissen aktivált naív CD4+ sejtek, memória CD4+ sejtek, hízósejtek, makrofágok | CD124/IL4R, CD132/IL2RG                 | T-sejtek                                                                           | proliferáció |
| IL-4            | Th2-sejtek, frissen aktivált naív CD4+ sejtek, memória CD4+ sejtek, hízósejtek, makrofágok | CD124/IL4R, CD132/IL2RG                 | endotélium                                                                         | A vaszkuláris sejt adhéziós molekula (VCAM-1) termelés fokozásával a limfociták tapadásának elősegítése. |
| IL-5            | Th2-sejtek, hízósejtek, eozinofilok                                                        | CD125/IL5RA, CD131/IL3RB                | eozinofilok                                                                        | termelés |
| IL-5            | Th2-sejtek, hízósejtek, eozinofilok                                                        | CD125/IL5RA, CD131/IL3RB                | B-sejtek                                                                           | differenciáció, IgA-termelés |
| IL-6            | makrofágok, Th2 sejtek, B-sejtek, asztrociták, endotélium                                  | CD126/IL6RA, CD130/IR6RB                | aktivált B-sejtek                                                                  | plazmasejtekké való fejlődés |
| IL-6            | makrofágok, Th2 sejtek, B-sejtek, asztrociták, endotélium                                  | CD126/IL6RA, CD130/IR6RB                | plazmasejtek                                                                       | ellenanyagkiválasztás |
| IL-6            | makrofágok, Th2 sejtek, B-sejtek, asztrociták, endotélium                                  | CD126/IL6RA, CD130/IR6RB                | hematopoietikus őssejtek                                                           | differenciáció |
| IL-6            | makrofágok, Th2 sejtek, B-sejtek, asztrociták, endotélium                                  | CD126/IL6RA, CD130/IR6RB                | T-sejtek                                                                           | az akut fázis reakciót indukálja, vérképzés, sejtdifferenciáció, gyulladás |
| IL-7            | csontvelői sztrómasejtek és tímusz sztrómasejtek                                           | CD127/IL7RA, CD132/IL2RG                | pre-B-sejtek, pre-T-sejtek, természetes ölősejtek (NK-sejtek)                      | a fehérvérsejtek differenciációja és proliferációja, B-, T- és NK-sejtek, fejlődése, fennmaradása |
| IL-8 vagy CXCL8 | makrofágok, limfociták, epiteliális sejtek, endoteliális sejtek                            | CXCR1/IL8RA, CXCR2/IL8RB/CD128          | neutrofilok, bazofilok, limfociták                                                 | Neutrofil kemotaxis |
| IL-9            | Th2 sejtek, CD4+ helper sejtek                                                             | CD129/IL9R                              | T-sejtek, B-sejtek                                                                 | IgM, IgG, IgE termelés, stimulálja a hízósejteket |
| IL-10           | monociták, Th2 sejtek, CD8+ T-sejtek, hízósejtek, makrofágok, egyes B-sejtek               | CD210/IL10RA, CDW210B/IL10RB            | makrofágok                                                                         | citokintermelés |
| IL-10           | monociták, Th2 sejtek, CD8+ T-sejtek, hízósejtek, makrofágok, egyes B-sejtek               | CD210/IL10RA, CDW210B/IL10RB            | B-sejtek                                                                           | aktiváció |
| IL-10           | monociták, Th2 sejtek, CD8+ T-sejtek, hízósejtek, makrofágok, egyes B-sejtek               | CD210/IL10RA, CDW210B/IL10RB            | hízósejtek                                                                         | |
| IL-10           | monociták, Th2 sejtek, CD8+ T-sejtek, hízósejtek, makrofágok, egyes B-sejtek               | CD210/IL10RA, CDW210B/IL10RB            | Th1 sejtek                                                                         | gátolja a Th1 sejtek citokintermelését (IFN-γ, TNF-β, IL-2) |
| IL-10           | monociták, Th2 sejtek, CD8+ T-sejtek, hízósejtek, makrofágok, egyes B-sejtek               | CD210/IL10RA, CDW210B/IL10RB            | Th2 sejtek                                                                         | stimuláció |
| IL-11           | csontvelő-sztróma                                                                          | IL11RA                                  | csontvelő-sztróma                                                                  | akut fázis proteinek termelése, oszteoklasztok képződése |
| IL-12           | dendritikus sejtek, B-sejtek, T-sejtek, makrofágok                                         | CD212/IL12RB1, IR12RB2                  | aktivált T-sejtek                                                                  | citotixikus T-sejtté való differenciálódás (IL-2-vel), ↑ IFN-γ, TNF-α, ↓ IL-10 |
| IL-12           | dendritikus sejtek, B-sejtek, T-sejtek, makrofágok                                         | CD212/IL12RB1, IR12RB2                  | természetes ölősejtek                                                              | ↑ IFN-γ, TNF-α |
| IL-13           | aktivált Th2 sejtek, hízósejtek, természetes ölősejtek                                     | IL13R                                   | Th2 sejtek, B-sejtek, makrfágok                                                    | Stimulálja a B-sejtek (IgE) növekedését, gátolja a Th1 sejteket és a makrofágok gyulladásos citokinjeit ( IL-1, IL-6), ↓ IL-8, IL-10, IL-12                                                                                                 |
| IL-14           | T-sejtek és bizonyos rosszindulatú B-sejtek                                                |                                         | aktivált B-sejtek                                                                  | szabályozza a B-sejtek növekedését és proliferációját, gátolja az immuglobulinkiválasztást |
| IL-15           | mononukleáris fagociták (és egyes egyéb sejtek), különösen makrofágok vírusfertőzés során  | IL15RA                                  | T-sejtek, aktivált B-sejtek                                                        | megindítja a természetes ölősejtek képződését |
| IL-16           | limfociták, epiteliális sejtek, eozinofilok, CD8+ T-sejtek                                 | CD4                                     | CD4+ T-sejtek (Th-sejtek)                                                          | CD4+ kemoattraktáns |
| IL-17           | T helper 17 sejtek (Th17)                                                                  | CDw217/IL17RA, IL17RB                   | epitélium, endotélium, egyéb                                                       | oszteoklasztok fejlődése, vérerek képződése, ↑ gyulladásos citokinek |
| IL-18           | makrofágok                                                                                 | CDw218a/IL18R1                          | Th1 sejtek, NK sejtek                                                              | növeli az IFNγ termelést és az NK sejtek aktivitását |
| IL-19           | -                                                                                          | IL20R                                   |                                                                                    | - |
| IL-20           | Aktivált keratinociták és monociták                                                        | IL20R                                   |                                                                                    | A keratinociták proliferációját és differenciációját szabályozza |
| IL-21           | aktivált T helper sejtek, NK T sejtek                                                      | IL21R                                   | Minden limfocita, dendritikus sejtek                                               | segít stimulálni a CD8+ T-sejtek aktivációját ás proliferációját, fokozza az NK sejtek citotoxicitását, fokozza a CD40 általi B-sejt proliferációt és differenciaciót, elősegíti a Th17 sejtek proliferációját                              |
| IL-22           | T helper 17 sejtek                                                                         | IL22R                                   |                                                                                    | Fokozza az epiteliűlis sejtek defenzintermelését. Aktiválja a STAT1 és STAT3 transzkripciós faktorokat, növeli az akut fázis proteinek (szárum amiloid A, alfa 1-antikimotripszin, haptaglobin) termelését                                  |
| IL-23           | makrofágok, dendritikus sejtek                                                             | IL23R                                   |                                                                                    | Az IL-17-t termelő sejtek támogatása, fokozza az angiogenezist, de csökkenti a CD8+ T-sejtek infiltrációját |
| IL-24           | melanociták, keratinociták, monocciták, T-sejtek                                           | IL20R                                   |                                                                                    | A tumorszupresszióban, sebgyógyulásban, pszoriázisban játszik fontos szerepet. |
| IL-25           | T-sejtek, hízósejtek, eozinofilok, makrofágok, nyálkahártya-sejtek                         | LY6E                                    |                                                                                    | Fokozza az IL-4, IL-5 és IL-13 termelést |
| IL-26           | T-sejtek, monociták                                                                        | IL20R1                                  |                                                                                    | Fokozza az IL-10 és az IL-8 termelést, valamint az epiteliális sejtek felszínén a CD54 expresszióját |
| IL-27           | makrofágok, dendritikus sejtek                                                             | IL27RA                                  |                                                                                    | A B- és T-sejtek aktivitását szabályozza |
| IL-28           | -                                                                                          | IL28R                                   |                                                                                    | A vírusok elleni védekezésben játszik szerepet |
| IL-29           | -                                                                                          |                                         |                                                                                    | A baktériumok elleni védekezésben játszik szerepet |
| IL-30           | -                                                                                          |                                         |                                                                                    | A heterodimer IL-27 egyik lánca |
| IL-31           | Th2 sejtek                                                                                 | IL31RA                                  |                                                                                    | A bőr gyulladásában játszhat szerepet |
| IL-32           | -                                                                                          |                                         |                                                                                    | Elősegíti a monociták és makrofágok TNF-α, IL-8 CXCL2 termelését |
| IL-33           | epiteliális sejtek                                                                         |                                         |                                                                                    | Elősegíti a T helper sejtek 2. típusú citokintermelését |
| IL-35           | szabályozó T-sejtek                                                                        |                                         |                                                                                    | Elnyomja a T helper sejtek aktivációját |
| IL-36           | -                                                                                          |                                         |                                                                                    | Szabályozza a dendtrikus sejtek és T-sejtek reakcióját |

## Fordítás
Ez a szócikk részben vagy egészben  az   Interleukin című angol Wikipédia-szócikk ezen változatának fordításán alapul.  Az eredeti cikk szerkesztőit annak laptörténete sorolja fel. Ez a jelzés csupán a megfogalmazás eredetét és a szerzői jogokat jelzi, nem szolgál a cikkben szereplő információk forrásmegjelöléseként.